# Gmina Strängnäs
Gmina Strängnäs (szw. Strängnäs kommun) – gmina w Szwecji, położona w regionie administracyjnym (län) Södermanland. Siedzibą władz gminy (centralort) jest Strängnäs.

## Geografia

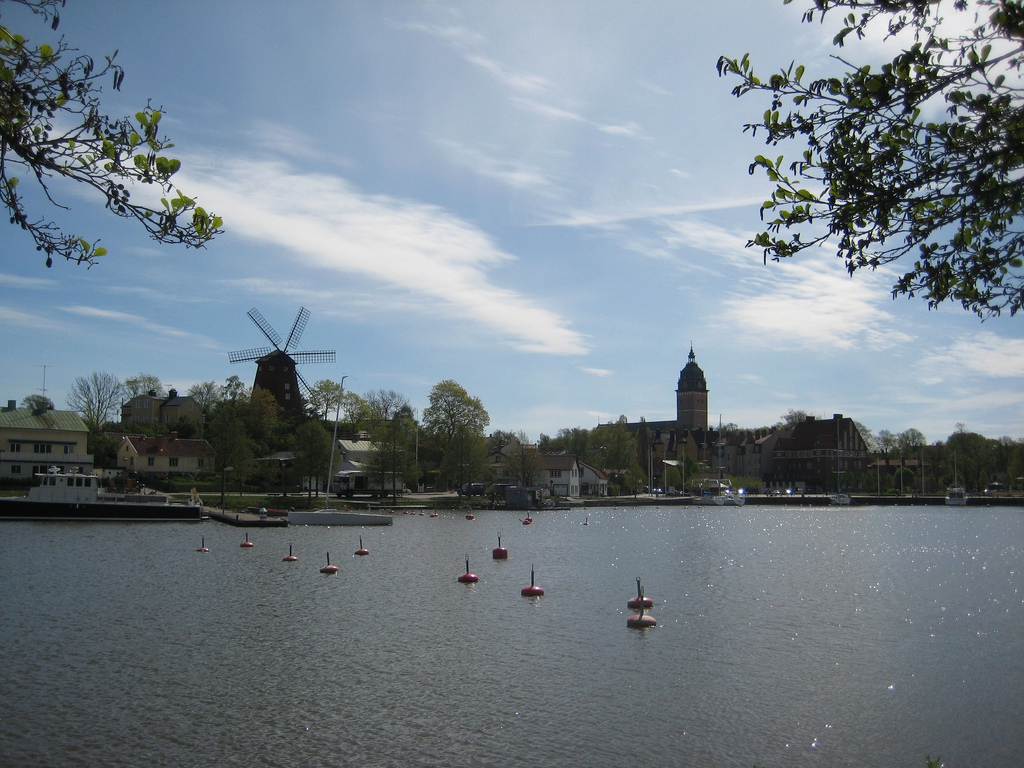
Strängnäs

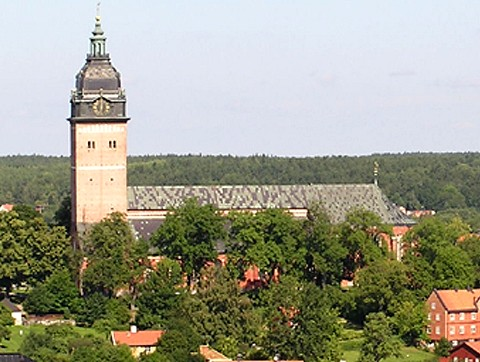
Katedra w Strängnäs

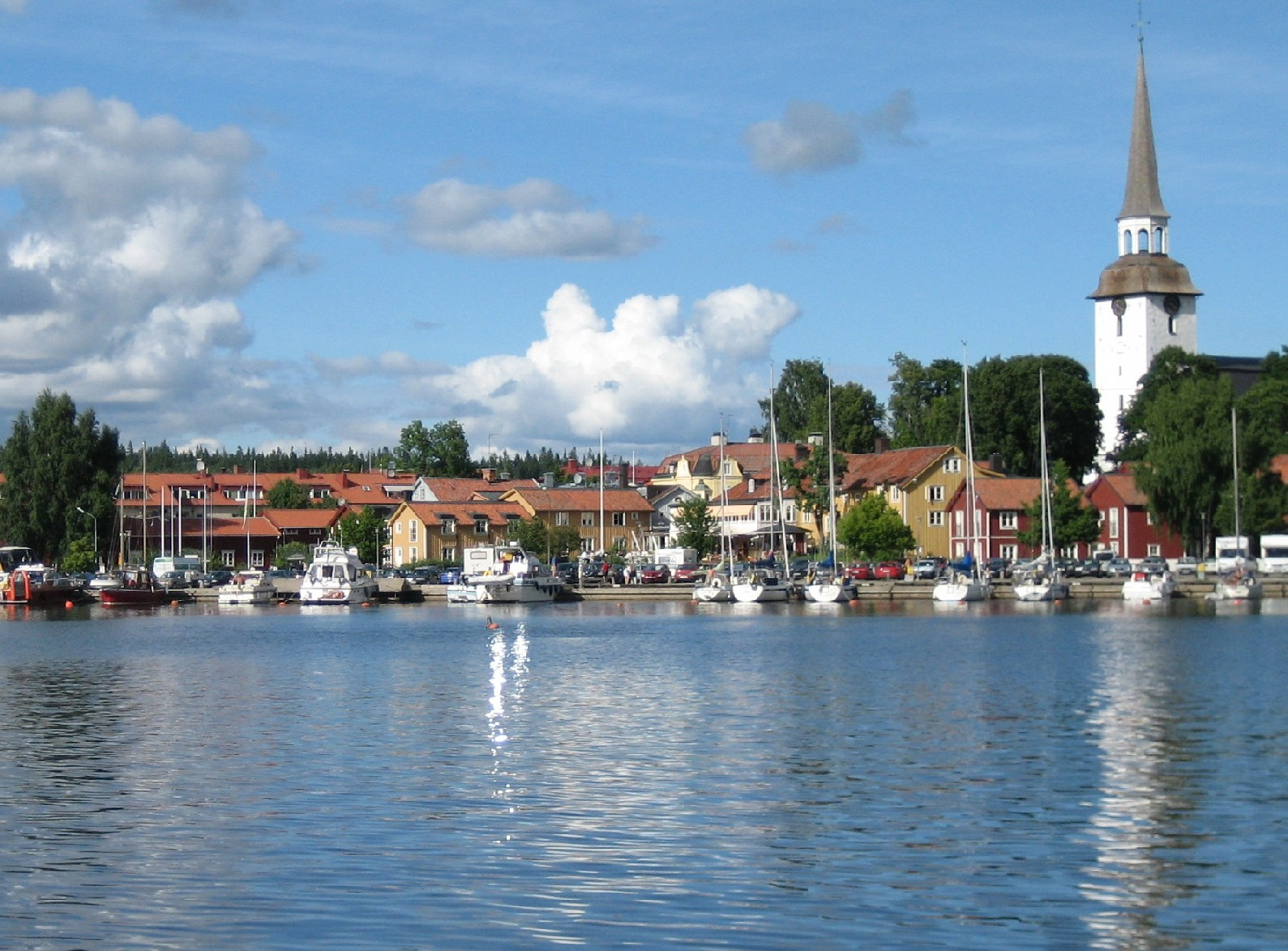
Mariefred

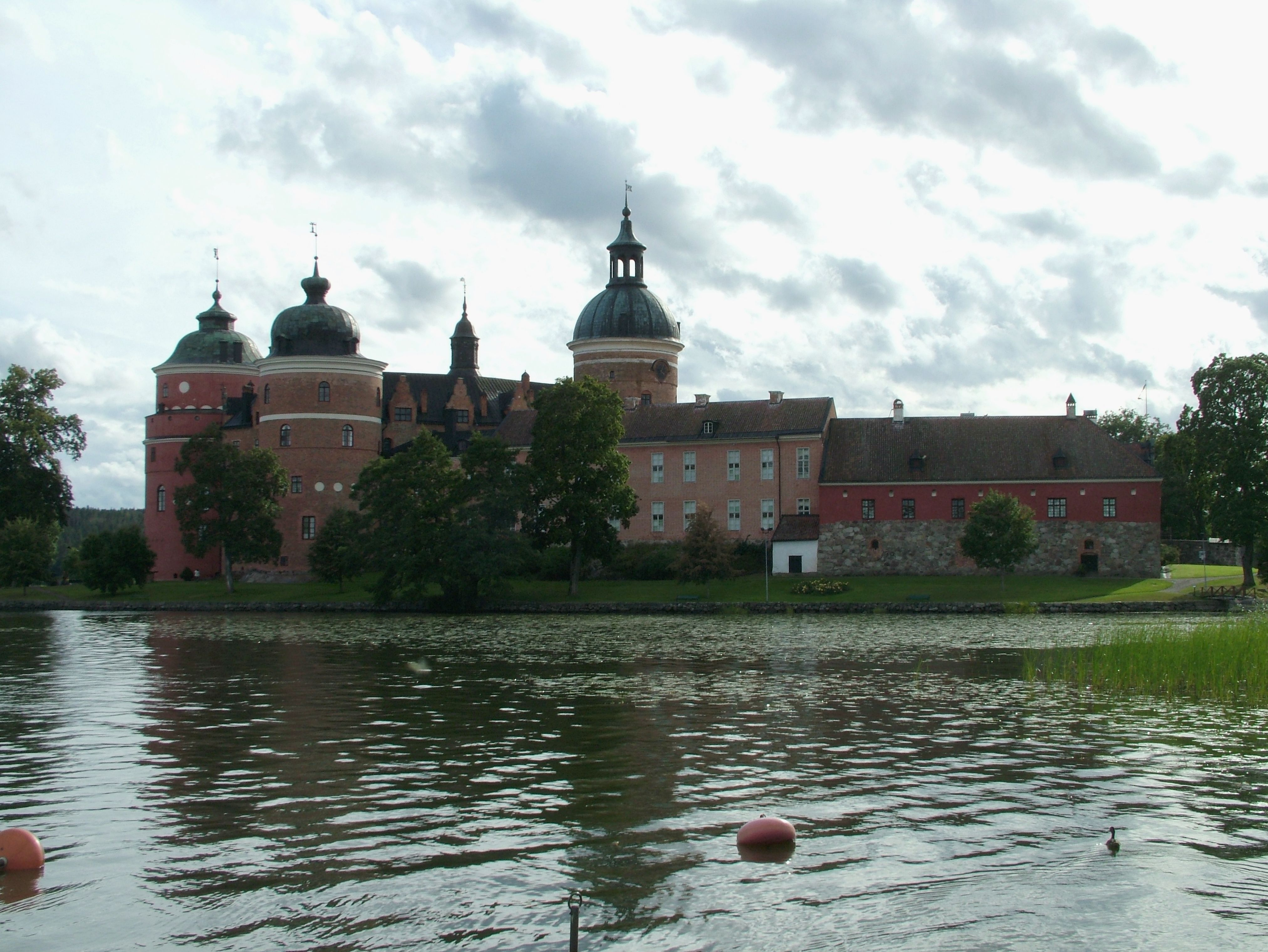
Zamek Gripsholm

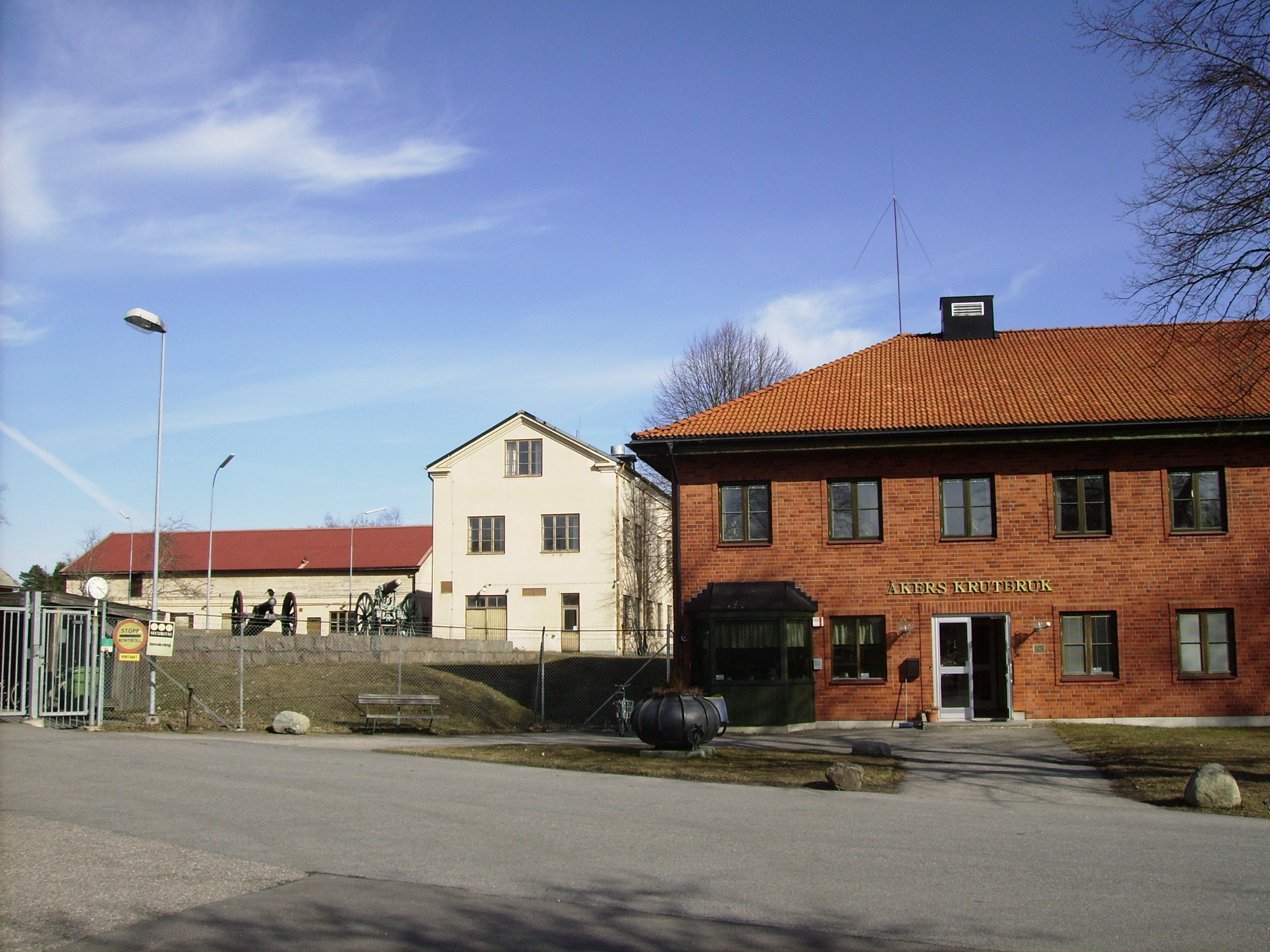
Åkers styckebruk

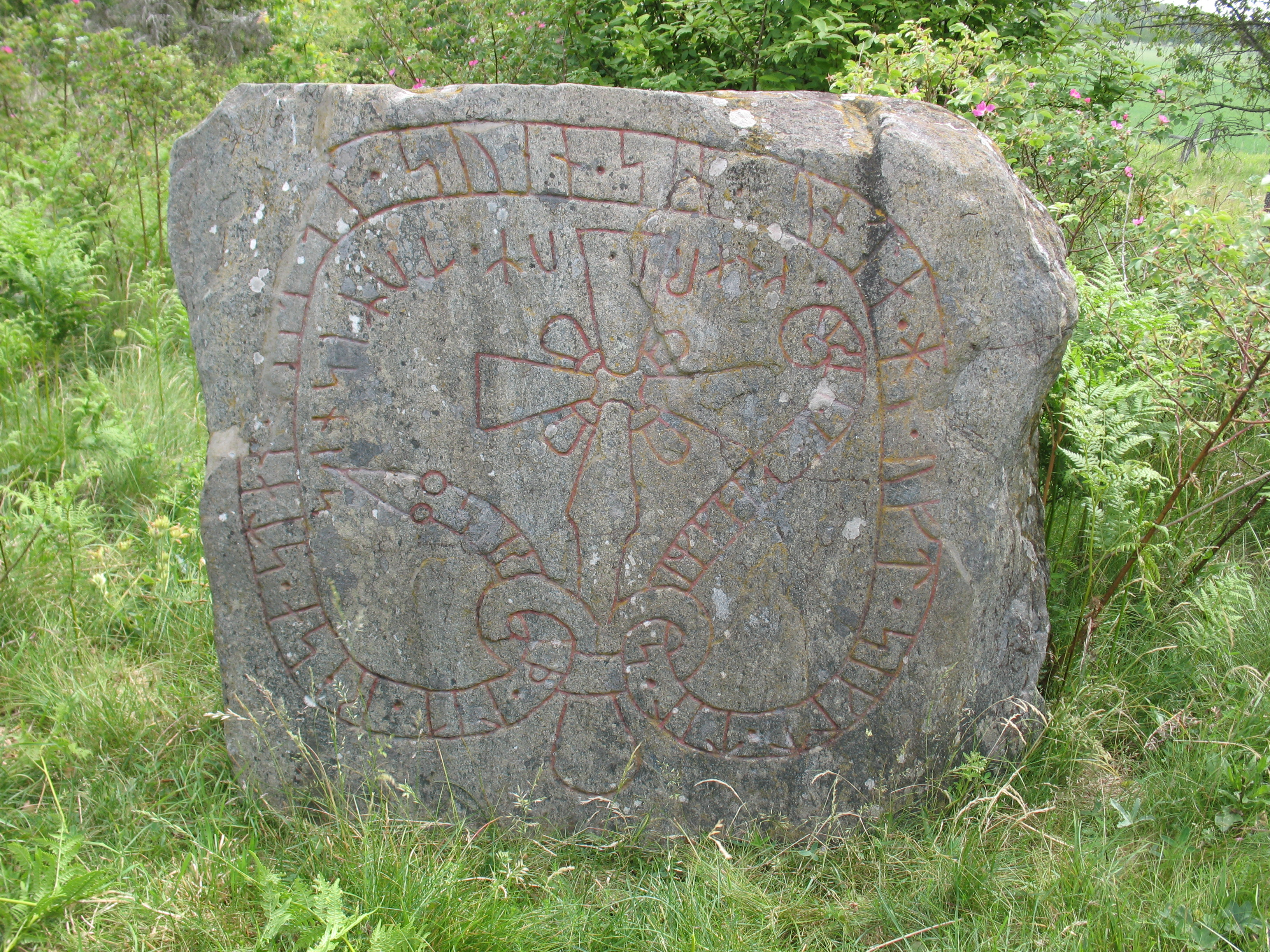
Kamień runiczny z Mervalli, znajdujący się na wyspie Selaön

Gmina Strängnäs położona jest w prowincji historycznej Södermanland, na południe od jeziora Melar. Gmina Strängnäs graniczy z gminami (w kolejności od kierunku wschodniego):
- Nykvarn
- Gnesta
- Flen
- Eskilstuna

oraz od północy i północnego wschodu przez jezioro Melar z gminami:
- Västerås
- Enköping
- Ekerö
- Södertälje

### Powierzchnia
Gmina Strängnäs jest 120. pod względem powierzchni z 290 gmin Szwecji. Według danych pochodzących z 2013 r. całkowita powierzchnia gminy wynosi łącznie 975,08 km², z czego:
- 739,7 km² stanowi ląd
- 235,38 km² wody śródlądowe (w tym 220,5 km² wody jeziora Melar)[1].

## Demografia
31 grudnia 2013 r. gmina Strängnäs liczyła 33 389 mieszkańców (74. pod względem zaludnienia z 290 gmin Szwecji), gęstość zaludnienia wynosiła 45,14 mieszkańców na km² lądu (99. pod względem gęstości zaludnienia z 290 gmin Szwecji).
Struktura demograficzna (31 grudnia 2013):
| Opis                              | Ogółem     | Ogółem     | Kobiety    | Kobiety    | Mężczyźni  | Mężczyźni  |
| --------------------------------- | ---------- | ---------- | ---------- | ---------- | ---------- | ---------- |
| Jednostka                         | osób       | %          | osób       | %          | osób       | %          |
| Populacja                         | 33 389     | 100        | 16 762     | 50,20      | 16 627     | 49,80      |
| Powierzchnia                      | 975,08 km² | 975,08 km² | 975,08 km² | 975,08 km² | 975,08 km² | 975,08 km² |
| Gęstość zaludnienia [mieszk./km²] | 45,14      | 45,14      |            |            |            |            |

## Miejscowości
Miejscowości (tätort, -er) gminy Strängnäs (2010):
| Lp. | Miejscowość      | Liczba ludności |
| --- | ---------------- | --------------- |
| 1   | Strängnäs        | 12 856          |
| 2   | Mariefred        | 3 726           |
| 3   | Åkers styckebruk | 2 891           |
| 4   | Abborrberget     | 2 141           |
| 5   | Stallarholmen    | 1 623           |
| 6   | Härad            | 508             |
| 7   | Marielund        | 416             |
| 8   | Merlänna         | 356             |
| 9   | Vansö kyrkby     | 202             |

## Wybory
Wyniki wyborów do rady gminy Strängnäs (kommunfullmäktige) 2010 r.:
|  | Partia                        | Liczba głosów | Zmiana liczby głosów | Procent głosów | Zmiana % | Uzyskane mandaty | Zmiana liczby mandatów |
|  | ----------------------------- | ------------- | -------------------- | -------------- | -------- | ---------------- | ---------------------- |
|  | Moderaterna                   | 5601          | +532                 | 27,60          | +0,62    | 15               | +2                     |
|  | Centerpartiet                 | 2031          | +436                 | 10,01          | +1,52    | 6                | +2                     |
|  | Folkpartiet                   | 1479          | –279                 | 7,29           | –2,07    | 4                | –1                     |
|  | Chrześcijańscy Demokraci      | 748           | –194                 | 3,69           | –1,33    | 2                | ±0                     |
|  | Socialdemokraterna            | 5428          | –837                 | 26,75          | –6,59    | 15               | –1                     |
|  | Vänsterpartiet                | 722           | +124                 | 3,56           | +0,38    | 2                | ±0                     |
|  | Miljöpartiet                  | 1165          | +415                 | 5,74           | +1,75    | 4                | +2                     |
|  | Strängnäspartiet              | 994           | +212                 | 4,90           | +0,74    | 3                | +1                     |
|  | Sverigedemokraterna           | 983           | +656                 | 4,84           | +3,10    | 2                | +1                     |
|  | Mariefredspartiet             | 852           | +224                 | 4,20           | +0,86    | 2                | ±0                     |
|  | Pozostałe partie              | 288           | +214                 | 1,42           | +1,03    | 0                | –                      |
|  | Razem (frekwencja 82,70%)     | 20 291        |                      | 100,0          |          | 55               | +6                     |
|  | Źródło: Valmyndigheten (szw.) |               |                      |                |          |                  |                        |

## Współpraca zagraniczna
Miasta partnerskie gminy Strängnäs:
| - Ribe, Dania - Saku, Estonia - Kandava, Łotwa - Salo, Finlandia - Leikanger, Norwegia - Rheinsberg, Niemcy | - Olsztynek, Polska - Prioziorsk, Rosja - Sauvo, Finlandia - Ratzeburg, Niemcy - Loiborsoit, Tanzania |